# هولار علیا
هولار علیا، از توابع شهرستان ساری در استان مازندران ایران.

## جمعیت
```
براساس آخرین 
سرشماری مرکز آمار ایران
 که 
در سال ۱۳۸۵
 صورت گرفته، جمعیت آن ۱۶۶نفر (۵۵خانوار) بوده‌است.
[
۱
]
```